# Ивесь (деревня)
Ивесь (бел. І́весь) — деревня в Глубокском районе Витебской области Беларуси. В составе Псуевского сельсовета.

## География
Ближайшие населённые пункт Заулок-Русский, Тересполье, Хролы, Шо и др.

### Гидрография
На берегу озёр Ивесь, Молено. Рядом озер Кулёк и озеро Шо (бассейн реки Шоша).

## Этимология
Своё название деревня получила от одноименного озера.

## История
С 1904 года в Прозоровской волости Дисненского уезда Виленской губернии.

В 1921—1945 годах застенок в составе гмины Прозороки Дисенского повета Виленского воеводства Польской Республики.
В 2000 году учёные из разных стран мира сделали расчёт центра Европы с точностью до 800 метров. И центр оказался расположен между озером Ивесь и озером Шо. Через 5-8 лет центром был признан Полоцк, но за это время шведы поставили в Ивесе памятник центру Европы, заасфальтировали к нему подъездные пути.

## Население

### Численность
- 2009 год — 148 жителей

### Динамика
- 1921 год — 7 жителей, 1 двор[5]
- 1931 год — 8 жителей, 1 двор[6]
- 1999 год — 202 жителей (перепись населения)
- 2009 год — 148 жителей (перепись населения)[2]

## Улицы
- Лесной переулок
- Приозёрная улица
- Школьная улица

## Инфраструктура
- Агроэкоусадьба «Центр Европы»

## Достопримечательность
- Воинский мемориал[7]